# Desaparición de Evelyn Hartley
Evelyn Hartley (La Crosse, Wisconsin; 21 de noviembre de 1938) fue una adolescente estadounidense que desapareció misteriosamente el 24 de octubre de 1953 en su ciudad natal, en el estado de Wisconsin. Su desaparición desencadenó una búsqueda en la que participaron más de 2 000 personas. En el primer año tras su desaparición, los investigadores interrogaron a más de 3 500 personas. El caso sigue sin resolver. 

## Desaparición
El 24 de octubre de 1953, Viggo Rasmussen, profesor del La Crosse State College (actual Universidad de Wisconsin-La Crosse), contrató a Evelyn Hartley, hija de otro profesor, para que cuidara a su hija de 20 meses. Esa noche, Richard, el padre de Evelyn, llamó varias veces a la casa de los Rasmussen después de que ella no se presentara a las 20:30 horas, como estaba previsto. Preocupado, condujo hasta la casa de los Rasmussen. 
Cuando Richard llegó, las puertas estaban cerradas, las luces y la radio encendidas y había objetos esparcidos por toda la casa. Los muebles del salón habían sido cambiados de sitio, al igual que los libros de Evelyn. Richard encontró sus zapatos en diferentes habitaciones, un zapato arriba y otro abajo. También encontró las gafas rotas de su hija en el piso de arriba. Richard no encontró a Evelyn en la casa.
También encontró todas las habitaciones de la casa cerradas, excepto una en el sótano que estaba situada en la parte trasera de la casa. A una ventana abierta le faltaba la mosquitera, que estaba apoyada en una pared exterior. También encontró una escalera de mano corta, propiedad del dueño de la casa, colocada en la ventana abierta. 
Se encontraron marcas de palanca en algunas ventanas y huellas de pisadas en algunas zonas de la casa. Se encontró sangre tanto dentro de la vivienda como en el patio, y huellas de manos ensangrentadas a unos 30 metros en un garaje y en una casa cercana. La niña que Evelyn estaba cuidando permanecía dormida e ilesa en su cuna.

## Investigación
La policía cree que alguien se llevó a Evelyn por el patio, pero la dejó caer al suelo antes de seguir llevándosela. La policía utilizó perros para seguir el rastro de su olor, que terminaba en Coulee Drive, a dos manzanas de distancia. La policía creyó que lo más probable es que subieran a Evelyn a un vehículo y se la llevaran. Un vecino les dijo que había visto un coche circular repetidamente por el barrio, y otra persona que vivía cerca afirmó que había oído gritos una hora antes.
El testigo pensó que se trataba de niños jugando. Dos días después del incidente, Ed Hofer, residente de la zona, declaró a la policía que, mientras conducía su vehículo, estuvo a punto de ser atropellado por un Buick bicolor verde oscuro de 1942 que circulaba a gran velocidad en dirección oeste. En el interior del Buick, Hofer declaró haber visto que un hombre conducía el vehículo mientras un segundo hombre estaba en el asiento trasero con una niña.
Hofer también declaró que unos minutos antes había visto a los mismos dos hombres con la joven mientras aparcaba en la puerta de la casa de su cuñado, situada a la vuelta de la casa de los Rasmussen. Hofer había declarado que la chica estaba encajonada entre los dos hombres y había pensado que estaba borracha, ya que los dos hombres la sujetaban por los brazos mientras caminaban por la calle.
Varios días después, se encontraron en distintos lugares varias prendas de vestir, muchas de ellas manchadas de sangre. La sangre encontrada en la chaqueta coincidía con el grupo sanguíneo de Evelyn.
Más de mil miembros de la comunidad local, incluidos agentes de la ley, la Guardia Nacional, Boy Scouts y estudiantes y profesores del La Crosse State College, participaron en la búsqueda en octubre de 1953. La Patrulla Aérea Civil y las Fuerzas Aéreas de los Estados Unidos. también participaron en la búsqueda. También se emprendió un programa de inspección de vehículos con la intención de registrar todos los vehículos del condado de La Crosse. Se pidió a los empleados de las gasolineras que revisaran los coches en busca de manchas de sangre. Se volvieron a abrir tumbas recientes para determinar si los restos de Evelyn habían sido colocados junto a un entierro reciente.
En mayo de 1954, se realizaron pruebas masivas con el detector de mentiras a los chicos de los institutos de la zona de La Crosse, en un intento de encontrar más información sobre la desaparición de Evelyn. Aunque las autoridades locales habían planeado someter a las pruebas a 1 750 estudiantes y profesores, las pruebas fueron controvertidas y se interrumpieron después de que se sometiera a las pruebas a unos 300.
Tras su detención, el asesino Ed Gein fue considerado sospechoso de la desaparición de Evelyn, ya que en ese momento se encontraba visitando a un pariente a pocas manzanas de la casa de los Rasmussen. Sin embargo, Gein negó su implicación en la desaparición y pasó dos pruebas del detector de mentiras; la policía no encontró rastro alguno de los restos de Evelyn durante un registro de la propiedad de Gein en Plainfield. En noviembre de 1957, las autoridades anunciaron que Gein había sido absuelto de cualquier relación con las desapariciones tanto de Evelyn como de Georgia Weckler, una niña de 8 años desaparecida en 1947. A pesar de ello, algunos siguen considerando a Gein sospechoso.

## Hechos posteriores
El secuestro de Evelyn dio lugar a una de las mayores búsquedas de la historia de Wisconsin. Entre los esfuerzos públicos para encontrarla se incluyen el Proyecto Charley y el Proyecto Soddy-Daisy-Roots. Un fondo de recompensa establecido inmediatamente después del suceso alcanzó los 6 600 dólares (equivalentes a 72 000 dólares en 2022) Sus padres se trasladaron a Portland (Oregón), en la década de 1970 y ambos han fallecido.
En 2004, un hombre llamado Mel Williams dio a conocer una conversación que grabó en un bar en 1969. Aunque su objetivo era grabar a una banda que estaba actuando, también se grabó involuntariamente la conversación entre dos hombres. En la cinta, uno de los hombres, Clyde "Tywee" Peterson, se implicó a sí mismo, a Jack Gaulphair (o Gaulthair) y a un tercero no identificado en la desaparición, afirmando que Evelyn fue asesinada y enterrada en La Farge, después de su secuestro. La parte no identificada ya ha fallecido, Gaulphair se suicidó el 25 de diciembre de 1967, y Peterson murió de un ataque al corazón en 1974. Aunque las autoridades prometieron investigar la pista, nunca se produjeron más avances.
En 2016, su caso fue perfilado en un episodio de The Vanished.